# Мешко I
Мешко I (на полски: Mieszko I) е полски княз от династията на Пястите от ок. 960 до 992 г. Той успява да обедини полските племена в единна държава.

## Живот
Княз Мешко I е син на княз Шемомисъл. Роден е в периода между годините 922 – 945.
Около 960 година наследява баща си като княз на поляните. През 965 година сключва договор с чешкия княз Болеслав I и получава ръката на дъщеря му Добрава. На следващата година се покръства и това поставя началото на християнизацията на полските земи.
Умира на 25 май 992 година и е погребан в Познан.